# Achaia
Achaia (griechisch Περιφερειακή Ενότητα Αχαΐας Periferiakí Enótita Achaías) ist eine Landschaft auf der nordwestlichen Peloponnes und einer der drei Regionalbezirke der griechischen Region Westgriechenland. Achaia wurde aus der Teilung der seit 1833 bestehenden Präfektur Achaia und Elis als Präfektur eingerichtet, verlor mit der Verwaltungsreform 2010 jedoch diesen Status. Als Regionalrat hat Achaia abgesehen von der Sitzzuteilung im Regionalrat keine politische Bedeutung. Zentrum des Gebietes ist die Großstadt Patras mit 170.755 Einwohnern (2021).
Achaia umfasst die nördliche Küstenebenen der Peloponnes und einen Teil des gebirgigen Hinterlandes. Das höchste Bergmassiv der Landschaft heißt Aroania (auch Chelmos genannt); es steigt bis zu einer Höhe von 2341 m über dem Meer an. Die in Achaia liegenden Gemeinden sind Dytiki Achaia, Egialia, Erymanthos, Kalavryta und Patras. In den Küstenebenen wird Wein, Obst, Gemüse und Getreide angebaut, im Gebirgsland Weidewirtschaft betrieben.
Die Achäer oder Achaier waren einer der Hauptstämme des Antiken Griechenland. Sie besiedelten auch die Phthiotis. Homer verwendet die Bezeichnung Achäer – neben Danaer und Argiver – für die gegen Troja kämpfenden Griechen an sich.
Bis 1943 war Mega Spileo (griechisch Μεγα Σπήλαιο) das größte und reichste Kloster in Griechenland.

## Geschichte

### Frühgriechische Zeit
Die antike Landschaft Achaia mit ihrer Bezeichnung im engeren Sinn erstreckte sich entlang der nordpeloponnesischen Küste. Sie grenzte im Westen an den Nordosten von Elis, im Süden an Arkadien und im Osten an das Gebiet von Sikyon. Im Süden bildete der höchste Rücken der mächtigen nordarkadischen Gebirge – der Erymanthos, der Aroania, Krathis, Chelydorea und Kyllene – die natürliche Grenze. Die nach dem antiken Volksstamm der Achaier benannte Landschaft besaß nur im Westen im Gebiet der Stadt Dyme eine größere Küstenebene, während ihr übriges Territorium gebirgig war. Zahlreiche Flüsse bewässerten das Land.
Die Besiedlung Achaias begann mit der Einwanderung von Griechen im Mittelhelladikum. wobei Funde aus dieser Zeit bei Pharai gemacht wurden. In der mykenischen Blütezeit ist sie noch selten – bei Gumenitsa – nachweisbar. In der griechischen Frühzeit war die Region historisch bedeutungslos; Städtebildung setzte erst verhältnismäßig spät ein. Für den Zeitraum von 1230 bis 1000 v. Chr. mehren sich die archäologischen Funde. Sie wurden an zahlreichen Orten an der Küste, in der sich weit landeinwärts erstreckenden Anbauzone von Pharai-Chalandritsa und auch in Gebirgsregionen gemacht. Die damaligen Bewohner unterhielten Beziehungen zu westgriechischen Inseln und dem nördlichen Adriaraum. Laut Herodot und Pausanias hätten die Achaier in dieser Zeit die ursprünglich in Achaia ansässigen Ionier vertrieben; ihr Gebiet sei dann von der Dorischen Wanderung umgangen worden. Nach einer Fundlücke im 10. Jahrhundert v. Chr. gehörten die Bewohner Achaias des frühen 1. Jahrtausends v. Chr. der nordwestgriechischen Dialektgruppe an und standen in Verbindung mit den nördlich von ihnen an der gegenüberliegenden Küste siedelnden Aitolern. Herodot gibt an, dass die Achaier ebenso wie bereits vor ihnen die Ionier ihr Siedlungsgebiet als Zwölfstädtebund organisiert hätten. Diese zwölf Poleis waren ursprünglich Dyme, Pharai, Tritaia, Patrai, Olenos, Rhypes, Aigion, Helike, Bura, Aigai, Aigeira und Pellene.

### Klassische griechische Ära
Im Zeitraum von etwa 720 bis 670 v. Chr. wanderten Kolonisten aus Achaia nach Süditalien in das Gebiet am Golf von Tarent aus, gründeten dort Metapont, Sybaris, Kroton und Kaulonia und führten das achaiische Alphabet ein. Zwar nahmen die Städte Aigai und Pellene zeitweilig eine Sonderstellung ein, doch formte Achaia im Wesentlichen eine ethnisch begründete politische Einheit, deren religiöses Zentrum der Tempel des Zeus Hamarios außerhalb von Helike war. An den Anfang des 5. Jahrhunderts v. Chr. ausgefochtenen Perserkriegen nahm Achaia nicht teil; auch war es anfangs kein Mitglied des Peloponnesischen Bunds. Von 454–446 v. Chr. war es vorübergehend von Athen abhängig. Nach 417 v. Chr. kam es in den Einflussbereich von Sparta, das die Umgestaltung der ursprünglichen Demokratien in Oligarchien erzwang. Achaia konnte etwa ein Aufgebot von 36.000 Kriegern für Feldzüge rekrutieren, stellte 401 v. Chr. für den Zug der Zehntausend, die den persischen Prinzen Kyros den Jüngeren unterstützten, zahlreiche Söldner sowie 400, 394 und 390 v. Chr. Soldaten für unter dem Oberkommando von Sparta geführte Kriege. Die Städte Bura und Helike wurden 373 v. Chr. durch See- und Erdbeben zerstört. Böotische Truppen des thebanischen Staatsmanns Epaminondas fielen 367 v. Chr. in Achaia ein und vertrieben die dortigen Oligarchen, die indessen rasch erneut die Herrschaft erlangten. In der Schlacht bei Mantineia kämpften 362 v. Chr. Kontingente aus Achaia als Bundesgenossen der Athener und Spartaner mit. Ab 360 v. Chr. war Achaia als politischer Bund (Koinon) organisiert und prägte als solcher bis 320 v. Chr. Bundesmünzen. Im Dritten und Vierten Heiligen Krieg gehörte Achaia zu den Gegnern des Makedonenkönigs Philipp II.; und ebenso unterstützte es den Spartanerkönig Agis III. 331 v. Chr. in dessen Kampf gegen den von Alexander dem Großen eingesetzten Statthalter von Makedonien und Griechenland, Antipatros. Nach Alexanders Tod (323 v. Chr.) verschwand der Bund, und Demetrios Poliorketes stationierte Besatzungen in den achaiischen Städten.

### Hellenistische und römische Ära
281/280 v. Chr. wurde der Achaiische Bund von den vier westlichsten achaiischen Städten neu gegründet; die makedonischen Garnisonen wurden vertrieben. Er lehnte sich zunächst an Pyrrhos I. an und unterstützte im Chremonideischen Krieg (267–261 v. Chr.) Athen gegen den Makedonenkönig Antigonos II. Gonatas. Größeres politisches Gewicht erhielt der Bund 251 v. Chr., als der führende hellenistische Staatsmann Aratos den Beitritt von Sikyon ermöglichte, das rasch die Vormachtstellung erreichte. Er schloss u. a. Allianzen mit Arkadien und Boiotien. Aratos eroberte 242 v. Chr. Korinth und versetzte damit Makedonien einen schweren Schlag. In den 230er und 220er Jahren v. Chr. erweiterte der Bund das achaiische Gebiet beträchtlich, in dem er u. a. Teile von Arkadien, Argolis und Attika anschloss. Dies brachte ihn in Gegensatz zu Sparta. Gegen dessen König Kleomenes III. kämpften die Achaier von 228–222 v. Chr. erfolglos, mussten die Unterstützung des Makedonenkönigs Antigonos III. Doson anrufen und im Gegenzug Korinth, Orchomenos und Heraia abtreten. Auf diese Schwäche des Bundes bauend marschierten die Aitoler in den Jahren 219 und 218 v. Chr. während des Bundesgenossenkriegs nach Achaia ein. Dessen Bund geriet in starke Abhängigkeit von Philipp V. von Makedonien und litt auch unter der 212 v. Chr. abgeschlossenen Allianz der Römer mit dem Aitolischen Bund. Unter dem Feldherrn Philopoimen wurde der Achaiische Bund wieder gestärkt und Heer sowie Reiterei reorganisiert.
Durch den Paktschluss mit Rom ab 198 v. Chr. erreichte der Achaiische Bund die Stellung einer Vormacht in Griechenland. Er gelangte 194 v. Chr. wieder in den Besitz von Korinth; ein Jahr später erwarb er Küstenstädte Lakoniens und Argos, 192 v. Chr. Sparta, Küstenstädte Messeniens sowie Megara und 191 v. Chr. Messene sowie Elis. Er beherrschte seither fast die ganze Peloponnes und warf 189 sowie 183 v. Chr. Erhebungen in Sparta, ferner 183/182 v. Chr. in Messene nieder. Die Römer förderten die Vermögenden des achaiischen Bundesgebietes und lösten so innere Spannungen aus. Als sie 168 v. Chr. den Makedonenkönig Perseus besiegt hatten, verlangten sie vom Achaiischen Bund, zahlreiche peloponnesische Adlige, die eventuell Hinneigung zu Makedonien hegten, als Geiseln auszuliefern. Auch der Geschichtsschreiber Polybios wurde nach Italien deportiert. Als Sparta versuchte, sich vom Bund zu lösen, geriet dieser ab 148 v. Chr.in direkten Konflikt mit Rom. Dieses war im folgenden Achaiischen Krieg siegreich; der Konsul Lucius Mummius eroberte 146 v. Chr. Korinth; und der Achaiische Bund durfte nur noch sakrale Aufgaben wahrnehmen. In den Städten von Achaia trat an die Stelle der bisherigen demokratischen Verfassung die Regierungsform der Timokratie. 67 v. Chr. siedelte Pompeius in Dyme kilikische Seeräuber an und es wurde später römische Kolonie.
27 v. Chr. wurde die Peloponnes und das griechische Kernland sowie die meisten seiner Inseln unter dem Namen Achaea in eine römische Provinz umgewandelt. Diese wurde von einem üblicherweise jährlich wechselnden Proconsul pro praetore verwaltet und hatte das in eine römische Kolonie umgewandelte Korinth zur Hauptstadt. Von 15–44 n. Chr. wurde Achaea gemeinsam mit der Provinz Macedonia vom kaiserlichen Legaten von Mösien verwaltet. Spätestens unter Kaiser Antoninus Pius kam Thessalien zu Macedonia, während Epirus als eigene Provinz organisiert wurde. Correctores konsularischen Rangs hatten die Aufsicht über die freien Städte Achaeas. Im 4. Jahrhundert gehörte Achaea zeitweilig zum westlichen Teil des Römischen Reichs, nach der Teilung im Jahr 395 wurde es dem oströmischen Reich zugeschlagen. Kurz danach plünderte der Westgotenführer Alarich Achaea, wurde aber von Stilicho besiegt.

### Mittelalter und Neuzeit
Im späten 6. Jahrhundert begann die Landnahme der Slawen auf dem Balkan, die bis ins 7. Jahrhundert Achaia wiederholt verheerten und sich in großen Teilen Griechenlands ansiedelten. Ab etwa 800 war das Land wieder eine gesicherte griechische Provinz des Byzantinischen Reichs. Staatsrechtlich verschwindet der Name Achaia etwa seit dem 9. Jahrhundert völlig. Griechenland war damals in mehrere Militärbezirke oder Themen unter selbständigen Strategen aufgeteilt, nämlich Hellas (das Zentralgriechenland und Thessalien umfasste) und Peloponnes.
Nach der Eroberung von Konstantinopel (1204) während des Vierten Kreuzzugs durch die Kreuzfahrer unterwarf Wilhelm von Champlitte ab 1205 die Peloponnes und gründete dort das Fürstentum Achaia. Ihm folgte 1209 Gottfried I. von Villehardouin sowie 1228 dessen Sohn Gottfried II. 1246 wurde Wilhelm II. von Villehardouin, ein Bruder Gottfrieds II., Fürst von Achaia und verlor nach dem Sturz des lateinischen Kaisertums 1261 Lakonien an den byzantinischen Kaiser Michael VIII. Palaiologos. Nach seinem Tod (1278) fiel Achaia an das dem letzten Villehardouin verschwägerte, über Neapel-Sizilien herrschende Haus Anjou, das Achaia teils durch Statthalter, teils durch Vasallenfürsten regieren ließ. Die Palaiologen gewannen bis 1432 mit Ausnahme einiger von Venedig besetzter fester Städte Achaia zurück.
Nach der Eroberung von Konstantinopel (1453) unterwarfen die Osmanen bis 1460 die Peloponnes und damit Achaia. Das Gebiet blieb mit Ausnahme der Episode venezianischer Herrschaft (1687–1715) bis zum Beginn des griechischen Unabhängigkeitskriegs (1821) als Paschalik von Tripolitza Teil des Osmanischen Reichs. Im Königreich Griechenland bildete das Gebiet der späteren Präfektur Achaia zunächst gemeinsam mit dem größten Teil der Landschaft Elis den Nomos Achaia und Elis. Dieser wurde 1899 in die Präfekturen Achia und Elis aufgeteilt, die 1909 erneut vereint und 1930 wieder getrennt wurden.

## Gliederung
| Gemeinde              | griechischer Name                            | Code | Fläche (km²) | Einwohner 2011 | Einwohner 2021 | Sitz         | Gemeindebezirke                                    | Lage |
| --------------------- | -------------------------------------------- | ---- | ------------ | -------------- | -------------- | ------------ | -------------------------------------------------- | ---- |
| Patras                | Δήμος Πατρέων (Dímos Patréon)                | 3701 | 0333,743     | 213.984        | 215.922        | Patras       | Messatida, Paralia, Patras, Rio, Vrachneika        |      |
| Egialia               | Δήμος Αιγιαλείας (Dímos Egialías)            | 3702 | 0725,144     | 049.872        | 046.990        | Egio         | Akrata, Diakopto, Egio, Egira, Erineos, Symbolitia |      |
| Dytiki Achaia         | Δήμος Δυτικής Αχαΐας (Dímos Dytikís Achaías) | 3703 | 0572,55      | 025.916        | 025.633        | Kato Achaia  | Dymi, Larissos, Movri, Olenia                      |      |
| Erymanthos            | Δήμος Ερυμάνθου (Dímos Erymánthou)           | 3704 | 0585,204     | 008.877        | 008.211        | Chalandritsa | Farres, Kalentzi, Leondio, Tritea                  |      |
| Kalavryta             | Δήμος Καλαβρύτων (Dímos Kalavrýton)          | 3705 | 1.058,3      | 011.045        | 009.223        | Kalavryta    | Aroania, Kalavryta, Klitorias, Paos                |      |
| Regionalbezirk Achaia | Regionalbezirk Achaia                        | 37   | 3.274,941    | 309.694        | 305.979        |              |                                                    |      |

## Bilder

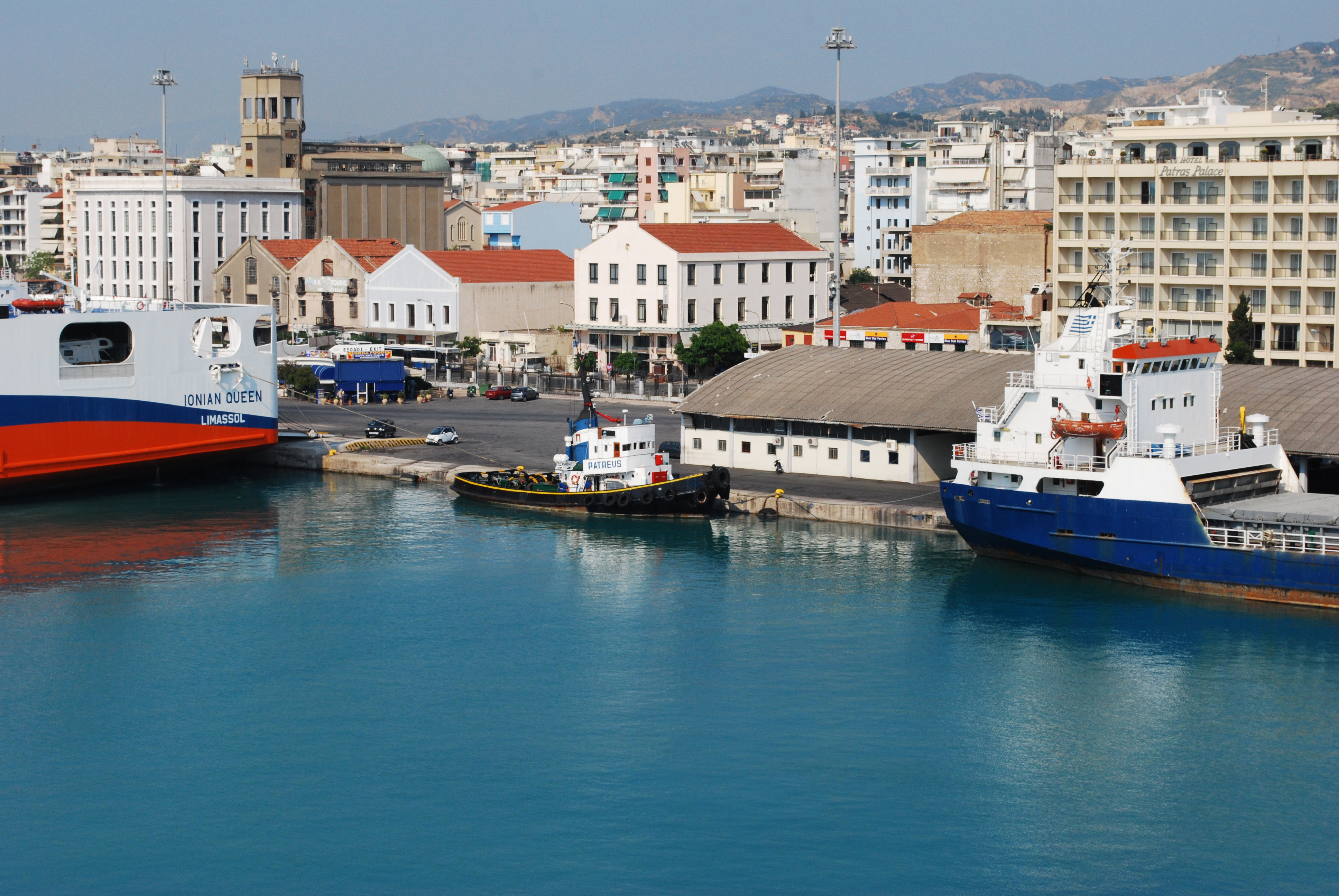
Im Hafen von Patras
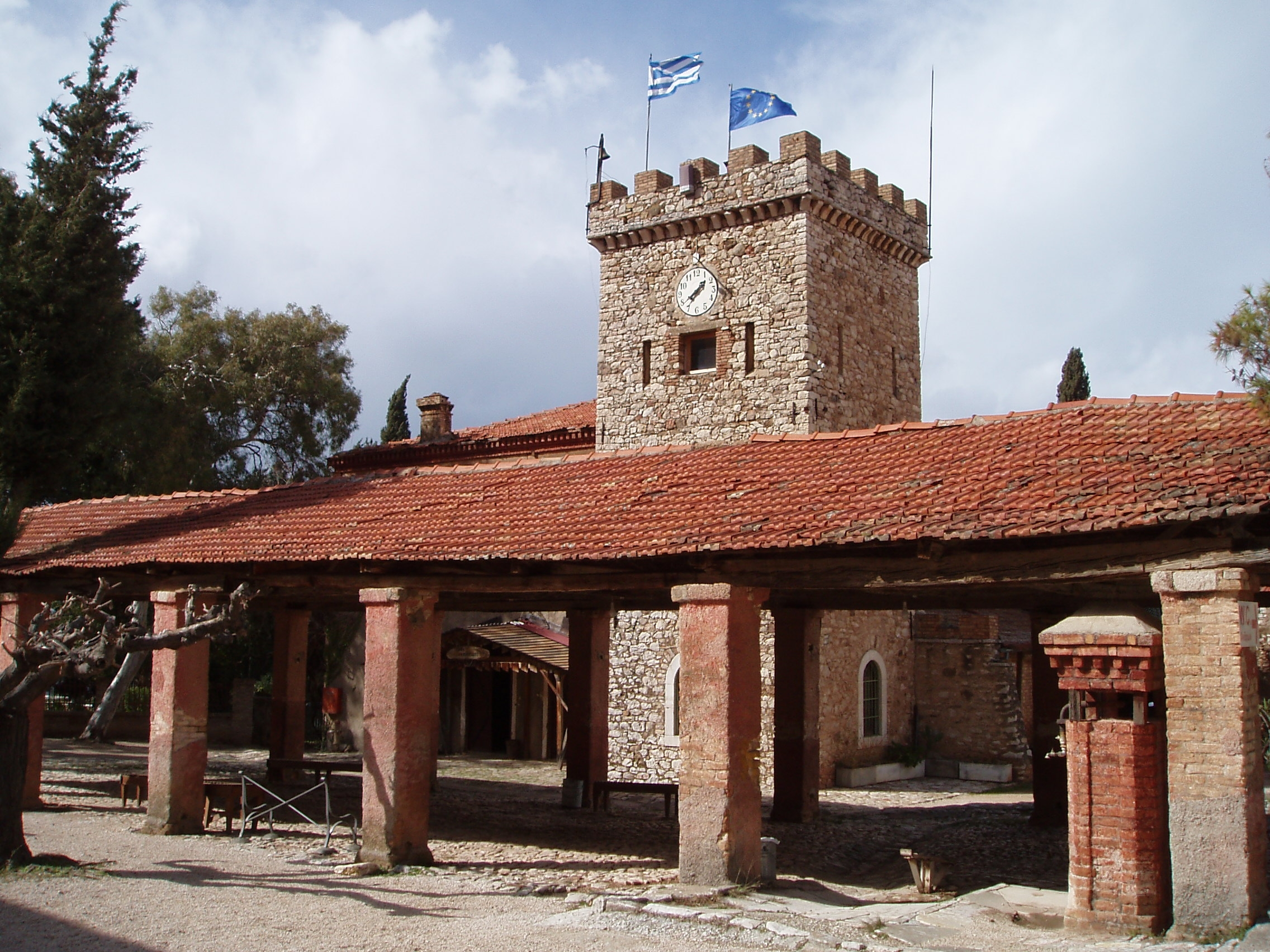
Das Weingut Achaia Clauss
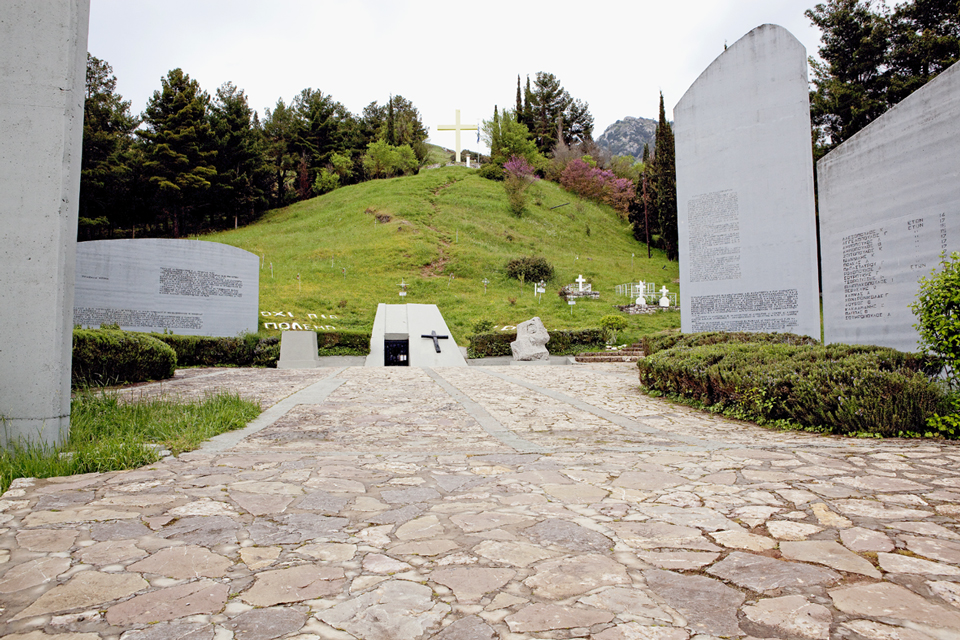
Mahnmal für das Massaker der deutschen Wehrmacht 1943 in Kalavryta
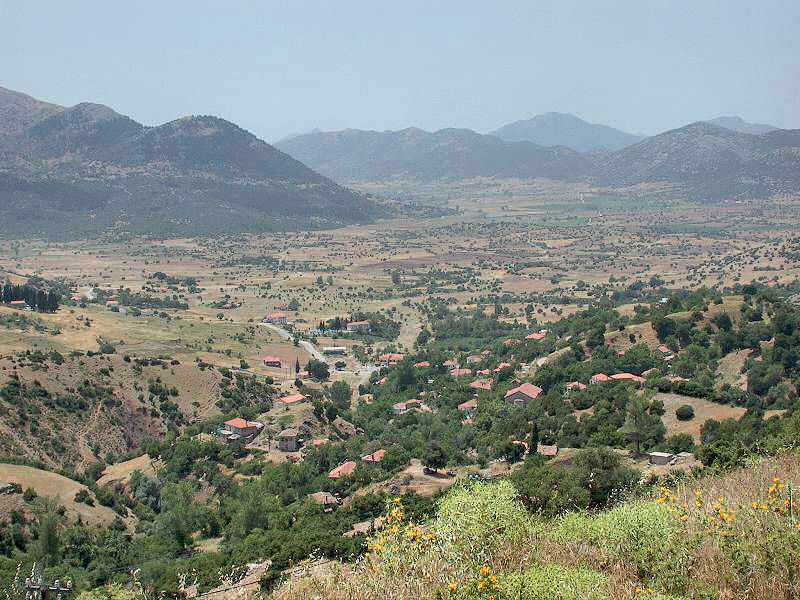
Bei Ano Lousi, nördlich von Kastria, Achaia
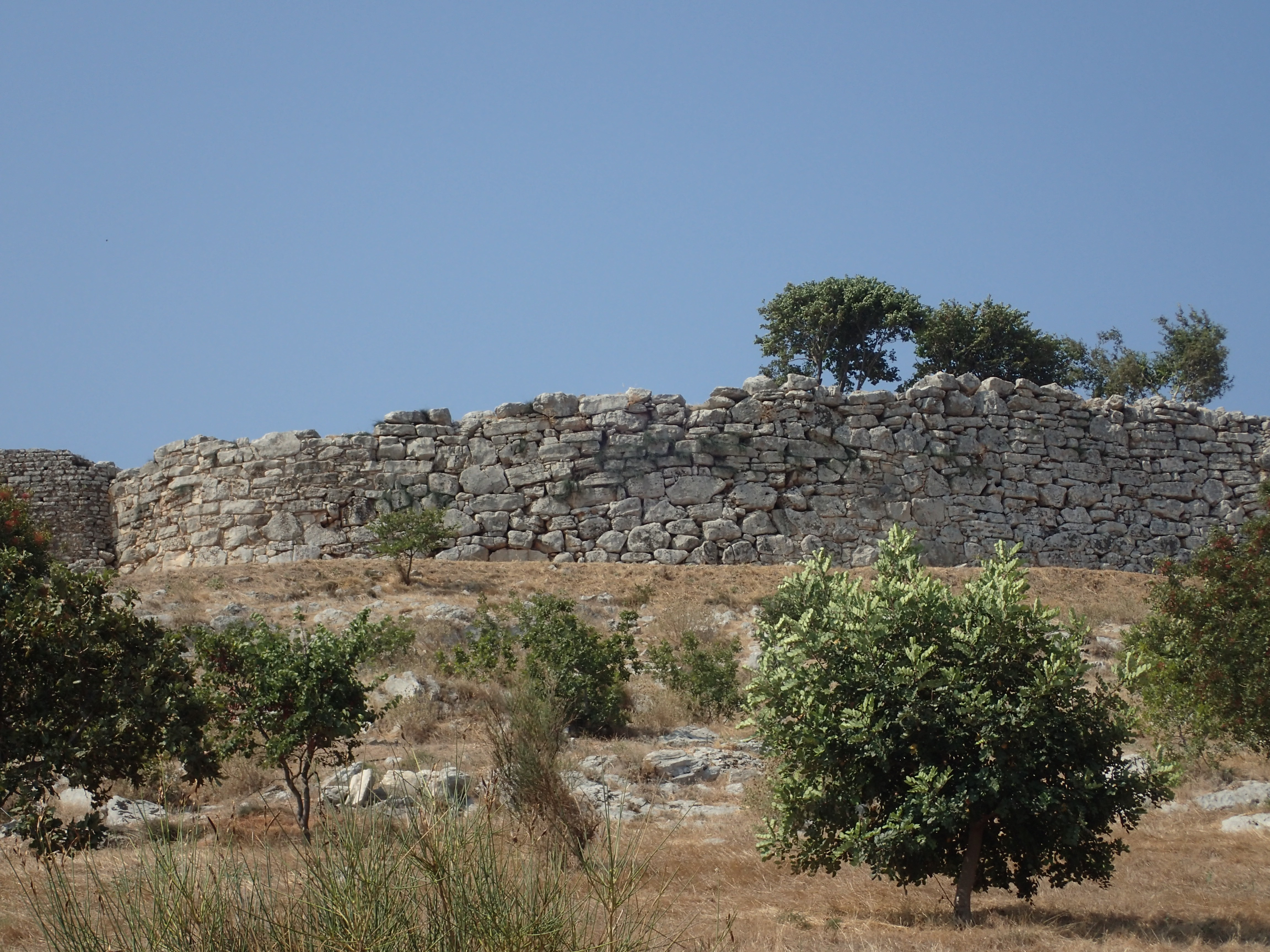
Mykenische Befestigung Teichos Dymaion